# Juliusz Cissowski
Juliusz Cissowski – starościc starorypiński, członek Zgromadzenia Przyjaciół Konstytucji Rządowej.